# Эш-Шайрат (поселение)
Эш-Шайра́т (араб. الشعيرات‎) — село в центральной части Сирии, административно входящее в состав провинции Хомс.

## Местоположение
Расположен к юго-востоку от города Хомс на западных окраинах сирийской пустыни. Близлежащие населённые пункты: Дардагхан на западе, Mанзуль и Рикама на северо-западе, Садад на юге и Хамрат на юго-западе.
По данным Центрального статистического Бюро Сирии (ЦСБ) Шайрат имел население в 1443 человек согласно переписи 2004 года.
Английским учёным Элаем Смитом в 1838 году село Эш-Шайрат было классифицировано как заброшенная деревня.
Вблизи села находится авиационная база сирийских ВВС с одноимённым названием — Эш-Шайрат.